# Wyatt Crockett
Wyatt William Vogels Crockett (Christchurch, 24 gennaio 1983) è un rugbista a 15 neozelandese, pilone della squadra provinciale di Tasman nel National Provincial Championship, campione del mondo 2015 con gli All Blacks.

## Biografia
Proveniente dalla Otago Boys High School di Dunedin, Crockett debuttò nel National Provincial Championship nel 2005 nelle file della provincia di Canterbury contro Marlborough;con essi sarà sette volte campione nazionale. Nel 2006 esordì anche in Super Rugby nelle file del Crusaders contro gli Highlanders, vincendo subito il torneo alla sua prima stagione. Nel 2008 vince nuovamente il Super 14. Nove anni dopo arriverà anche il terzo sigillo nella massima competizione per franchigie dell'emisfero Sud. In tutti e tre i casi gioca le finalissime, rispettivamente contro Hurricanes, Waratahs e Lions.
Il 27 giugno 2009 debuttò negli All Blacks contro l'Italia, vittoria per 27-6 a Christchurch; sono 71 gli incontri internazionali, con la presenza in 4 tornei del Championship, il primo nel 2011, e due mete marcate.
Nel 2015 fu convocato nella rosa neozelandese alla Coppa del Mondo in Inghilterra, con la quale si laureò campione.
Ha ottenuto diversi record nella storia del Super Rugby, diventando il 14 aprile 2017 il giocatore con più presenze, in occasione della vittoria 50-3 dei suoi Crusaders contro i Sunwolves, superando Kevin Mealamu dei Blues, e superando per primo il muro delle 200 presenze, con la partita contro gli Highlanders del 6 luglio 2018.
Con la maglia della nazionale detiene anche il record mondiale per il maggior numero di partite consecutive vinte individualmente, ben 45.

## Palmarès
- Coppe del mondo: 1
Nuova Zelanda: 2015
- Super Rugby: 4
Crusaders: 2006, 2008, 2017, 2018
- National Provincial Championship: 8
Canterbury: 2008, 2009, 2010, 2011, 2012, 2016, 2017
Tasman: 2019